# Robert Chmiel
Robert Chmiel (ur. 23 czerwca 1998 w Rybniku) – polski żużlowiec.

## Miniżużel
Drużynowy Mistrz Polski 80cc (2010-2011). Osiągnął 1. miejsce w VIII turnieju o Złoty Kilofek Dyrektora KWK Chwałowice oraz 1. miejsce w III turnieju o Złotą Lampkę Górniczą Pamięci Prezesa Andrzeja Skulskiego. Pierwszą rundę Indywidualnych Mistrzostw Polski w miniżużlu (2012) również wygrał Robert, zdobywając 14 punktów.

## Żużel
Licencję żużlową zdobył w 2014 roku. W 2015 roku reprezentował barwy Kolejarza INTERMARCHE Rawicz w 18 startach, zdobywając 25 punktów, co dało 22 średnią w II lidze żużlowej. W latach 2016–2017 został wypożyczony do Kolejarza Opole, gdzie osiągnął średnią 1,813 oraz 1,250. Lata 2018-2019 to powrót do macierzystego klubu. Sezon 2020 rozpoczął od występów w Gdańsku, następnie został wypożyczony do PSŻ Poznań. Od roku 2021 Chmiel reprezentuje barwy Poznańskich "Skorpionów", w którym pełni funkcje polskiego seniora. W 2022 roku Robert Chmiel został żużlowym mistrzem Czech w rywalizacji par. Pojechał w parze z Czechem Eduardem Krcmarem i razem stworzyli zespół AK Slany. W finale zdobyli razem 37 punktów i o dwa oczka wyprzedzili drużynę AMK Zlata Prilba I Pardubice.